# Benzylidengruppe
| Benzylidengruppe (blau markiert)                                                                                          |
| Benzylidengruppe mit einem sp2-hybridisierten Kohlenstoffatom in der Seitenkette. Die Benzylidengruppe ist blau markiert. |
| Benzylidengruppe mit einem sp3-hybridisierten Kohlenstoffatom in der Seitenkette. Die Benzylidengruppe ist blau markiert. |
| Benzylidengruppe in Benzalchlorid (Benzylidenchlorid, α,α-Dichlortoluol). Die Benzylidengruppe ist blau markiert.         |

Benzylidengruppe (traditionell auch Benzalgruppe) nennt man eine Atomgruppierung in der Organischen Chemie, deren Name sich von dem entsprechenden aromatischen Kohlenwasserstoff ableitet. Ein Benzylidenrest enthält am Benzyl-Kohlenstoffatom (außerhalb des Rings) zwei Wasserstoffatome weniger als Toluol. Er wird als zweiwertiger Rest bezeichnet.
Die Benzylidengruppe kann als Schutzgruppe eingesetzt werden. Die beiden Hydroxygruppen in 1,2- oder 1,3-Diolen lassen sich durch Umsetzung mit Benzaldehyd in cyclische Acetale überführen. Die Benzyliden-Schutzgruppe kann durch saure Hydrolyse oder auch hydrogenolytisch wieder gespalten werden.